# Caimbés
Os Kaimbé são um grupo indígena originário do nordeste no estado brasileiro da Bahia, na Área Indígena Massacará e localidades de Muriti e Tocas, Soares, Cipó, Caimbé, Monte Alegre, Sipituba, Bambo Bambo, junto aos limites do município de Euclides da Cunha desde 1639. Temos também famílias Kaimbé em Guarulhos, que habitam na Aldeia Multiétnica Filhos Dessa Terra, juntamente com outras etnias, no Jardim dos Cardozo, na região do Cabuçú em Guarulhos SP.